# 古利恰黄耆
古利恰黄耆（学名：Astragalus kronenburgii）为豆科黄耆属下的一个种。

## 变种
柴达木黄耆（学名：Astragalus kronenburgii var. chaidamuensis）是豆科黄芪属古利恰黄耆的变种，是中国的特有植物。分布于中国大陆的青海、甘肃等地，生长于海拔3,000米的地区，常生于冲积扇地或河滩石隙中。

## 扩展阅读
- 維基物種上的相關：古利恰黄耆